# Aeropuerto Ust-Kut
El Aeropuerto Ust-Kut es un aeropuerto en la  Región de Irkutsk, Rusia, con designaciones  IATA: BTK, ICAO: UIBB que se encuentra a 9 km al norte de Ust-Kut. Sirve a rutas de corta distancia y une la ciudad con Irkutsk y Krasnoyarsk.

## Aerolíneas y destinos
| Aerolíneas      | Destinos |
| Angara Airlines | Irkutsk  |
| IrAero          | Irkutsk  |

### Pasajeros
| Aerolíneas  | Destinos    |
| UTair Cargo | Krasnoyarsk |

### Carga
| Aerolíneas  | Destinos    |
| UTair Cargo | Krasnoyarsk |

## Instalaciones
El aeropuerto está operativo según lo previsto. Una pequeña terminal es capaz de atender a 50 personas por hora, pero es suficiente para las necesidades de la operación.
Una pista de aterrizaje está equipada con ayudas de navegación luminosas y un sistema de aterrizaje por instrumentos o ILS. Permite a los  aviones realizar vuelos en cualquier condición meteorológica.
El aeropuerto puede manejar tales  aviones como Let L-410, Antonov An-2, Antonov An-12, Antonov An-24, Antonov An-26, Antonov An-30, Antonov An-32, Antonov An-72, Antonov An-74, ATR-42, ATR-72, CRJ-200, Yakovlev Yak-40, Antonov An-140, Antonov An-148, Yakovlev Yak-42, Ilyushin Il-76.

## Galería

Aviones en el aeropuerto de Ust-Kut
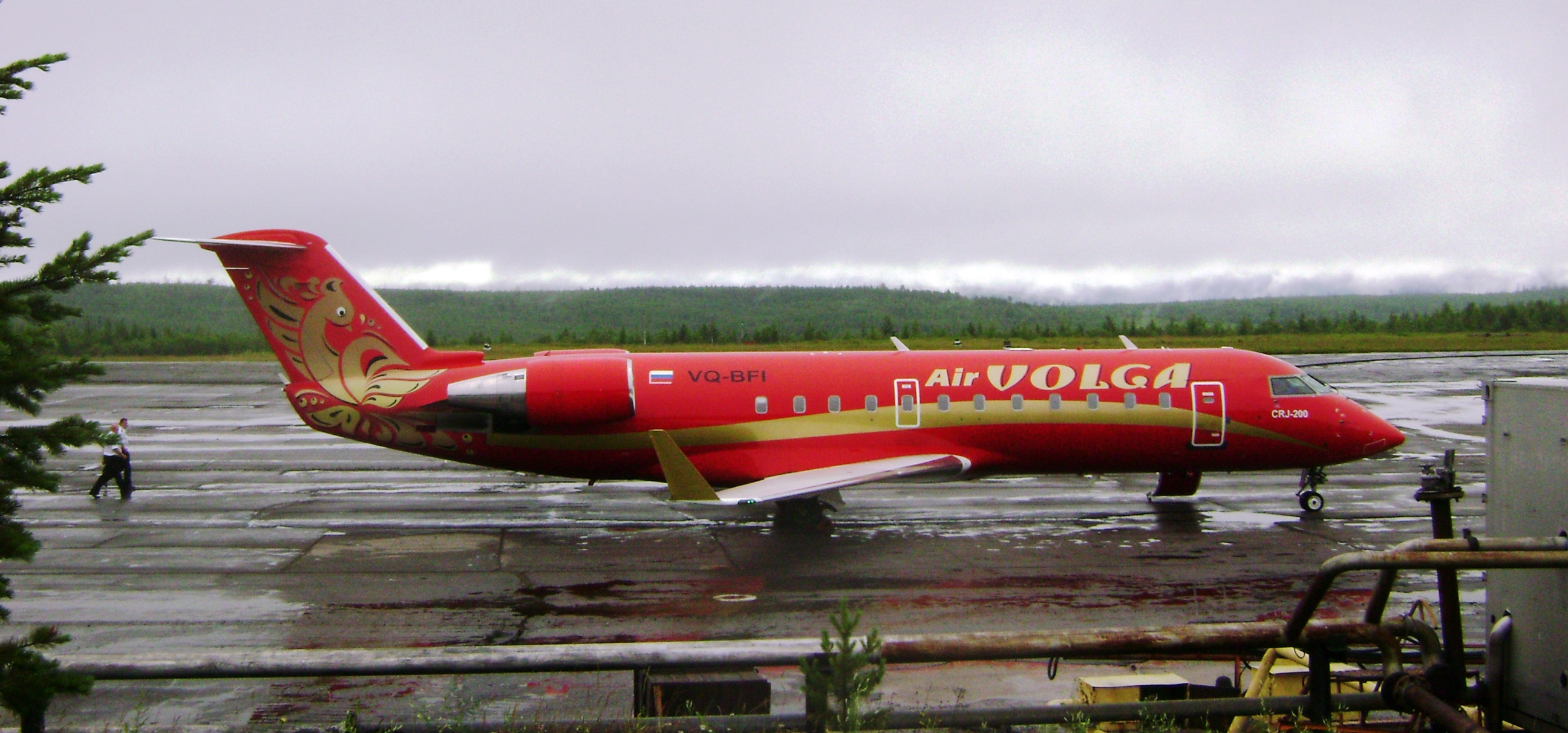
Canadair Regional Jet CRJ-200 en la zona de estacionamiento
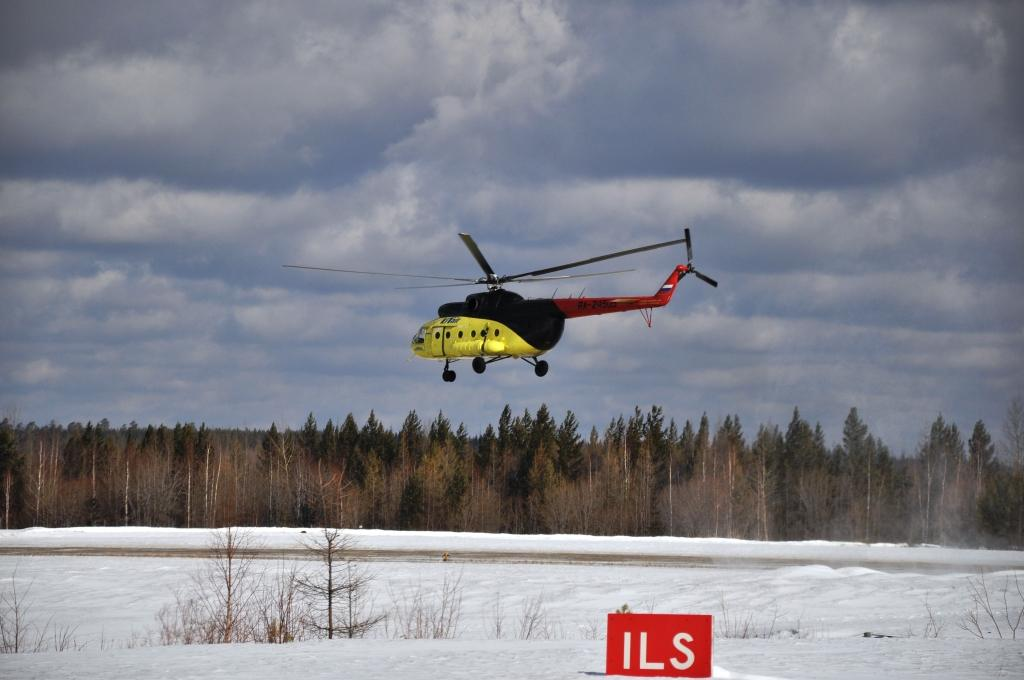
Helicóptero Mil Mi-8 durante el inicio del vuelo
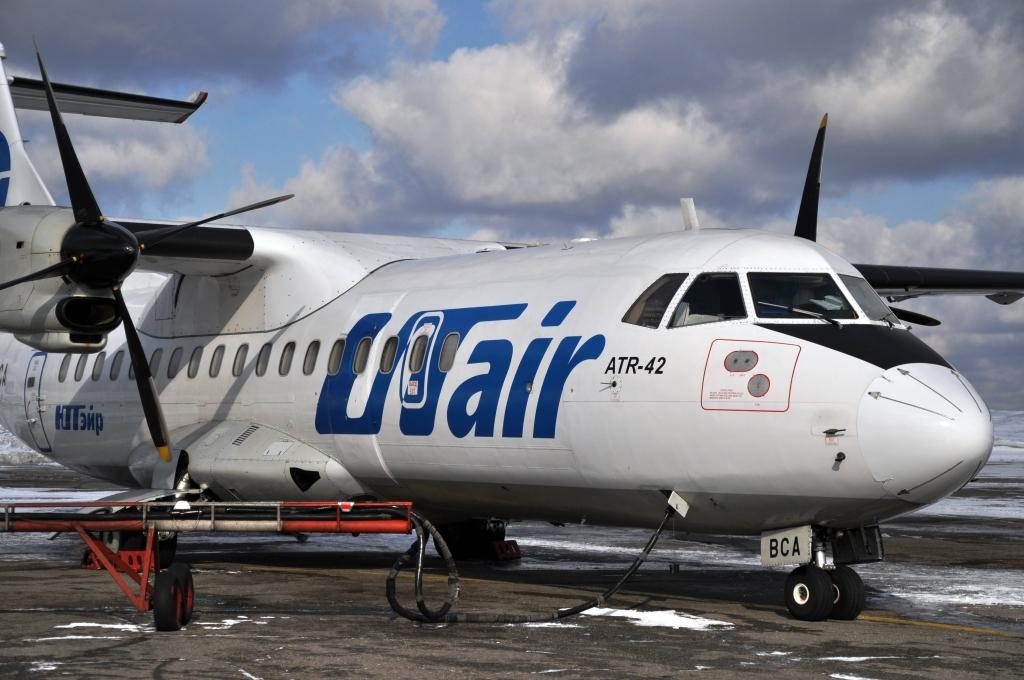
ATR-42 en la zona de estacionamiento
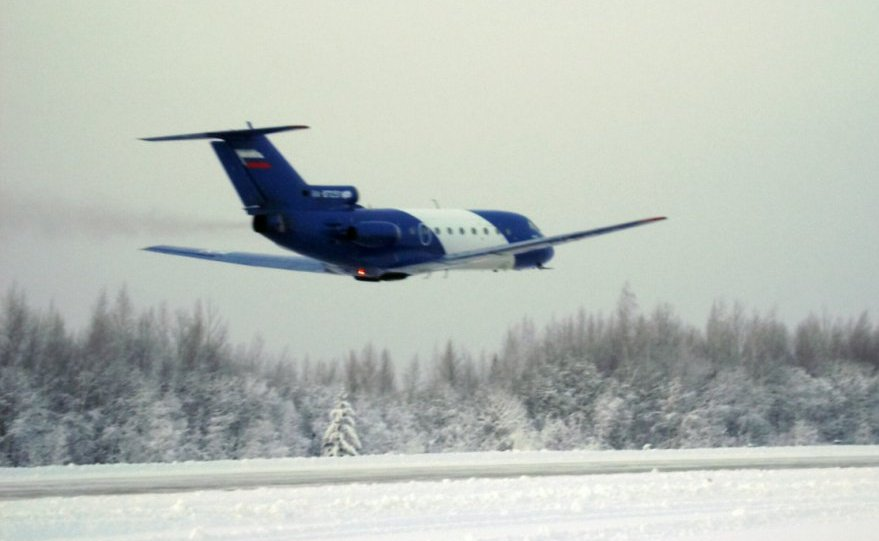
El gran avión Yakovlev Yak-40 en maniobra de despeque
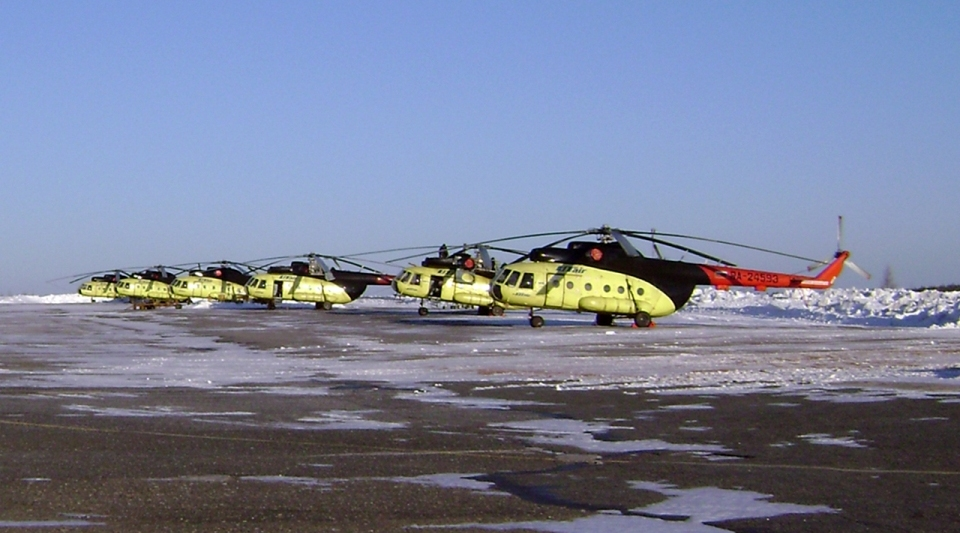
Zona de estacionamiento de aeronaves con seis helicópteros alineados
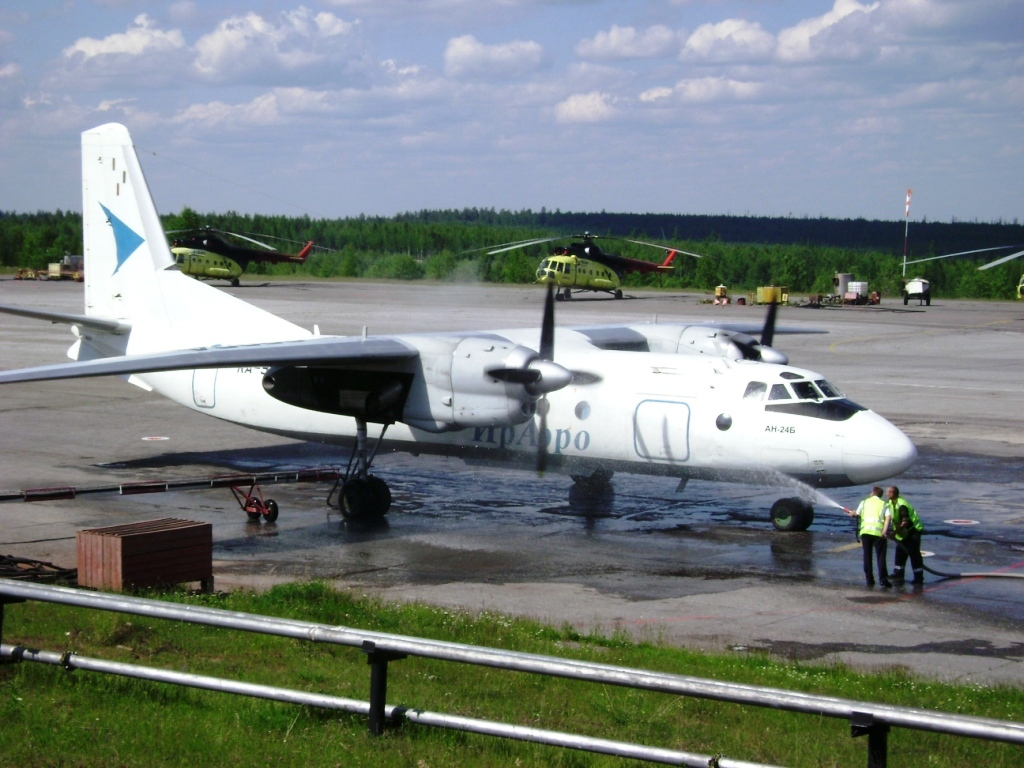
Proceso de arranque de los motores turbohélice del  Antonov An-24 a alta temperatura del aire.
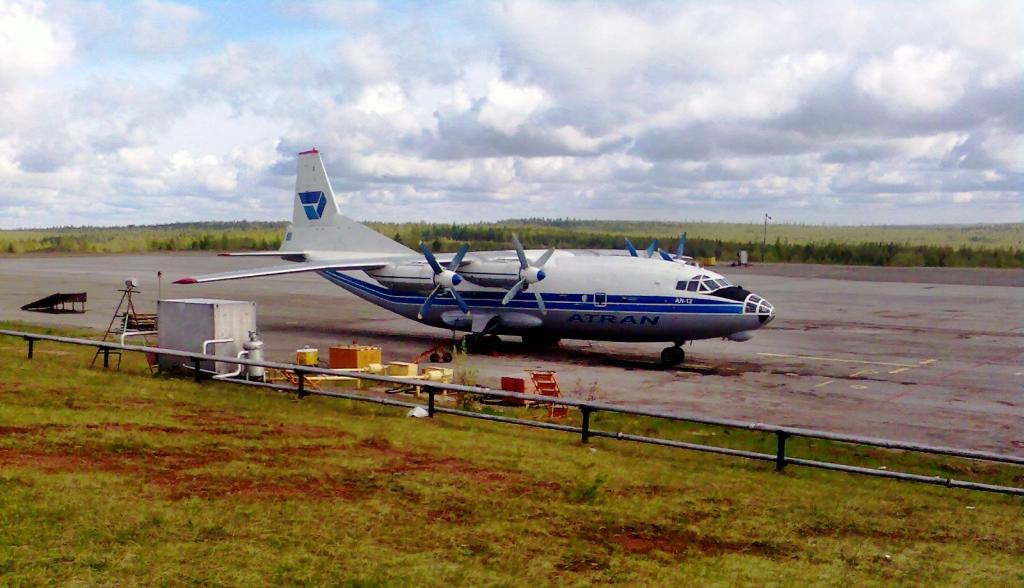
Un Antonov An-12 en la pista de despegue
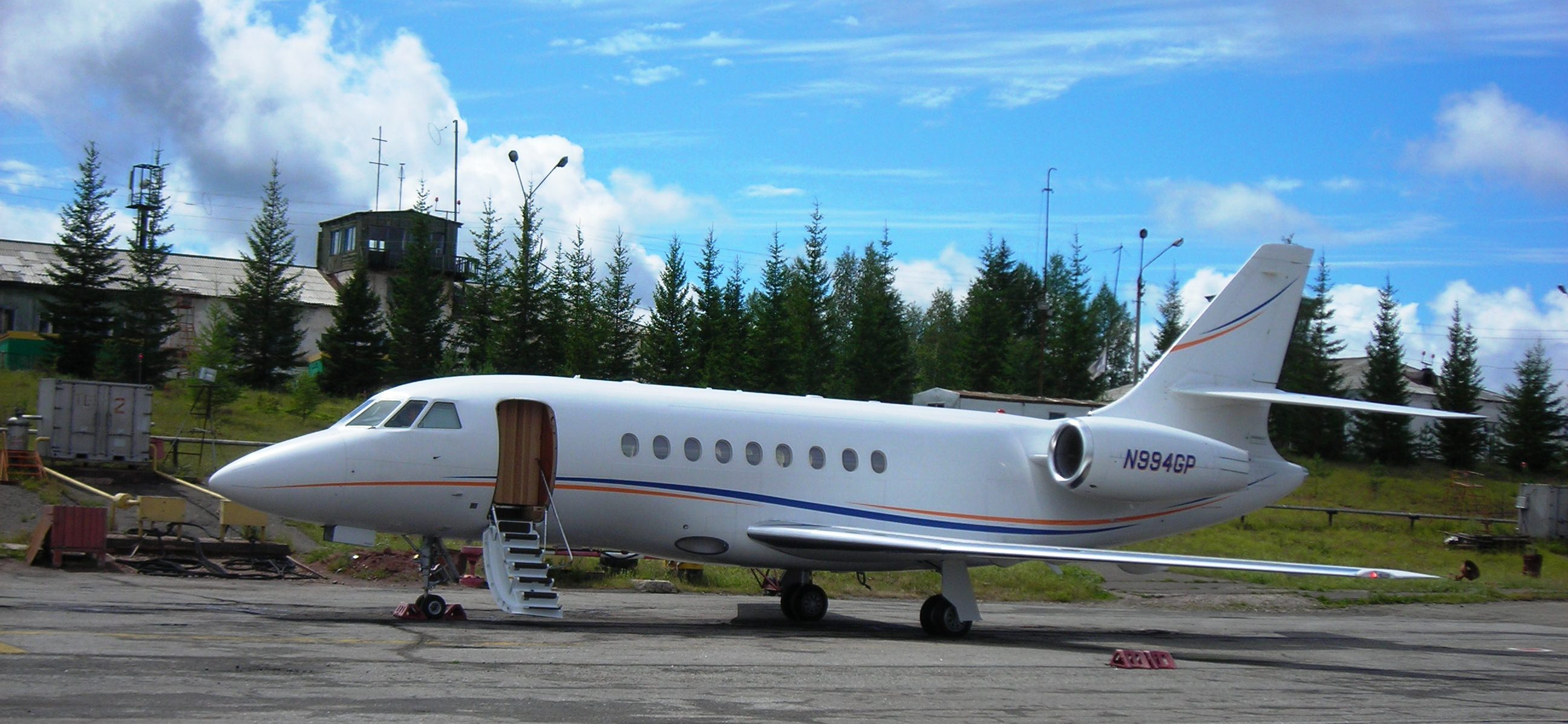
Un avión Dassault Falcon 2000 parado con tacos los puestos
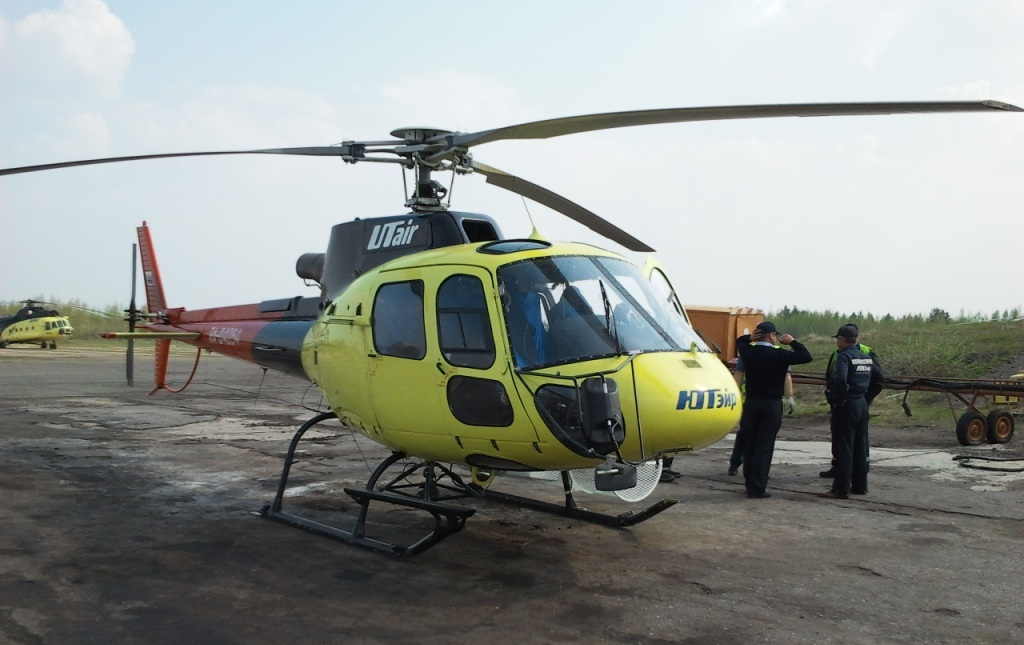
Un helicóptero Aerospatiale AS350 Ecureuil en operaciones previas al despegue
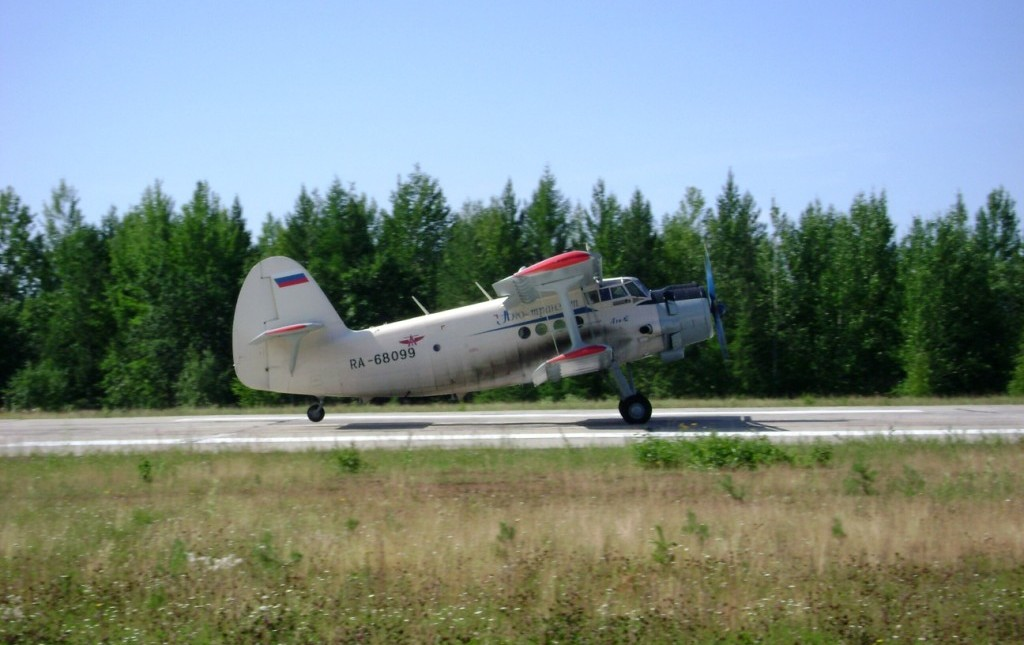
El pequeño biplano Antonov An-2 a punto de despegar, con rueda de cola en el aire.
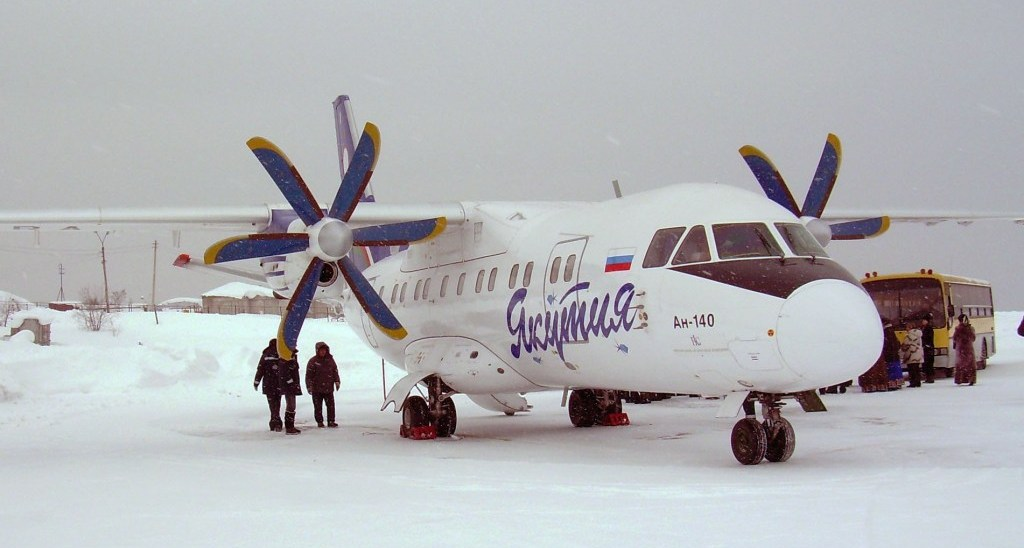
El gran avión Antonov An-140 estacionado en una pista cubierta de nieve
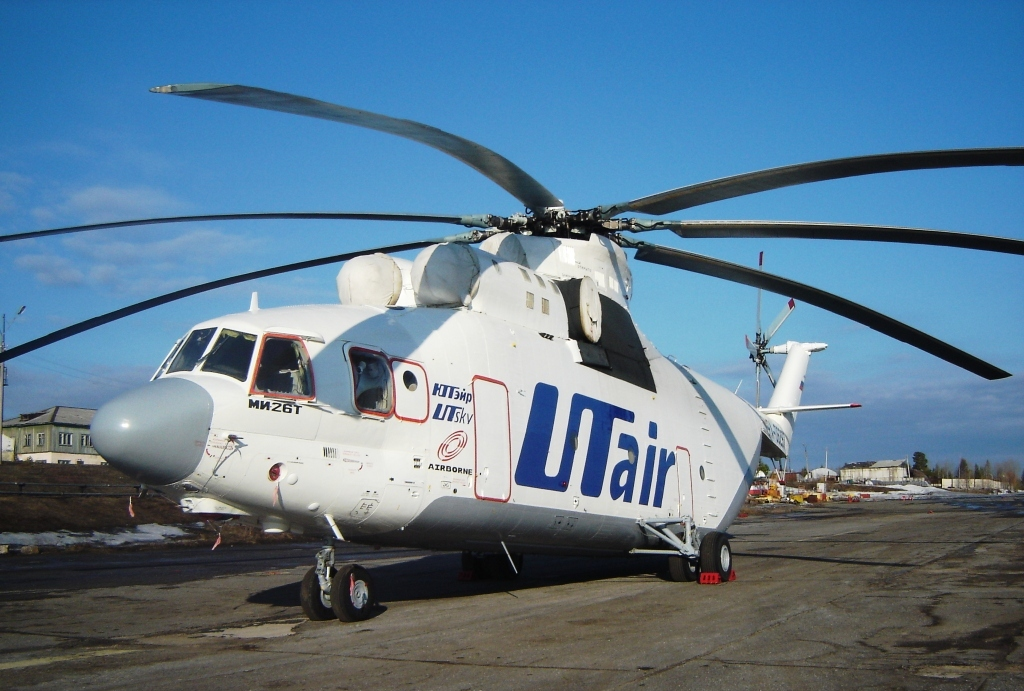
Helicóptero Mil Mi-26 en la plataforma de estacionamiento
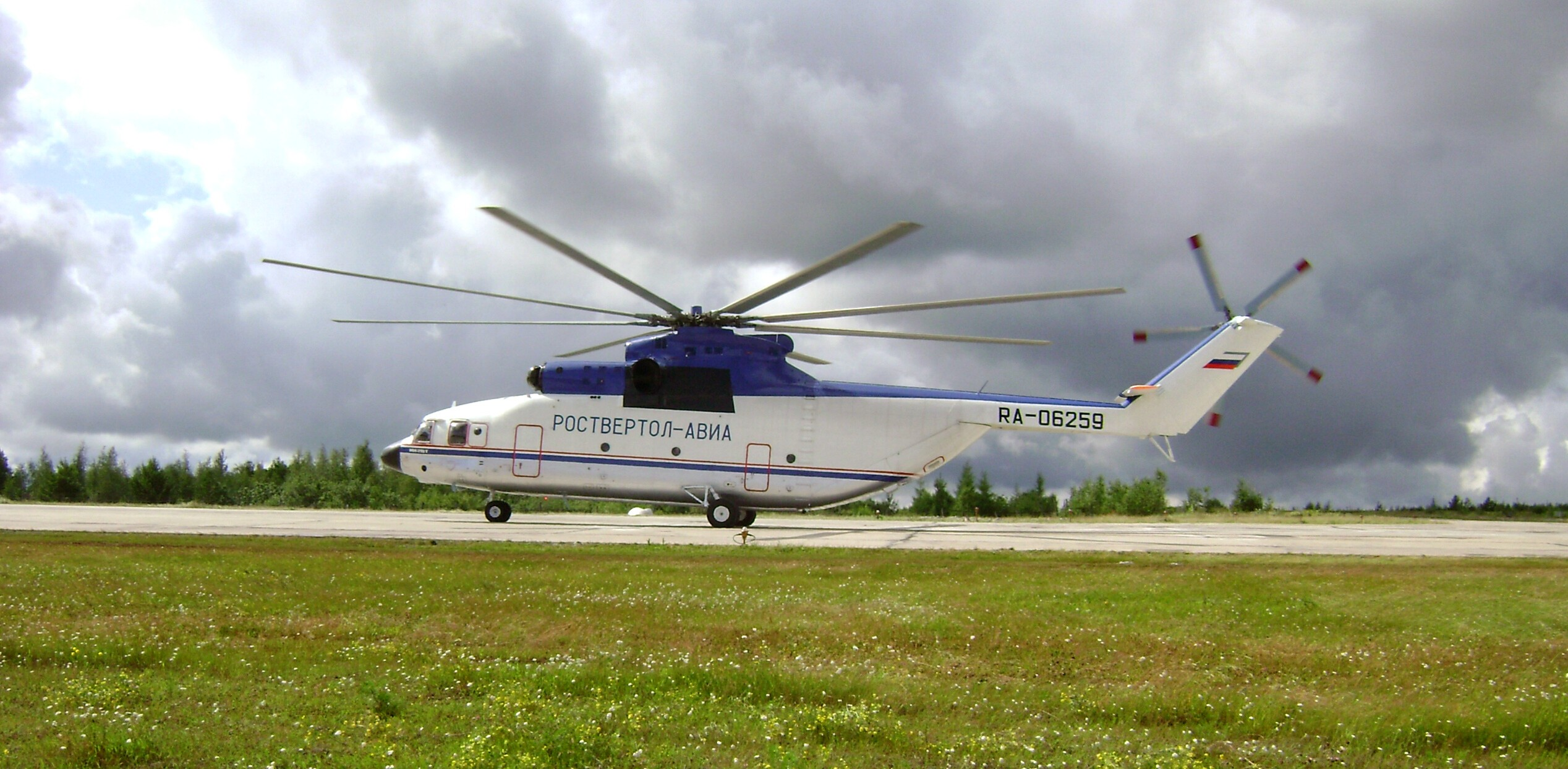
Helicóptero ВертолАвиа dispuesto a despegar

## Accidentes e incidentes
- El 5 de marzo de 1970, un avión con número de registro CCCP-58340, de Aeroflot airlines, se estrelló después de despegar debido a un deslizamiento de la carga.[3]
- El 17 de diciembre de 1976, un avión con número de registro CCCP-88208, de Aeroflot airlines chocó contra árboles, se estrelló y estalló en llamas. Los errores de la tripulación y el mal servicio del personal de tierra condujeron a un desastre aéreo. Todos los pasajeros y la tripulación murieron.[4]